# Axianassidae
Axianassidae is een familie van kreeftachtigen uit de klasse van de Malacostraca (hogere kreeftachtigen).

## Geslacht
- Axianassa Schmitt, 1924